# Conferência Socialista de Genebra
A Conferência Socialista de Genebra foi uma reunião do movimento internacional socialista, ocorrida em 1920, em Genebra, Suíça.
Essa Conferência foi mais uma tentativa (fracassada) de reconstituir a Segunda Internacional. 
Ocorreu sem a participação dos partidos socialistas da Alemanha, Áustria, Suíça, Itália, França, Noruega e Espanha. Alguns desses partidos aderiram à Internacional Comunista.